# John Addison Fordyce

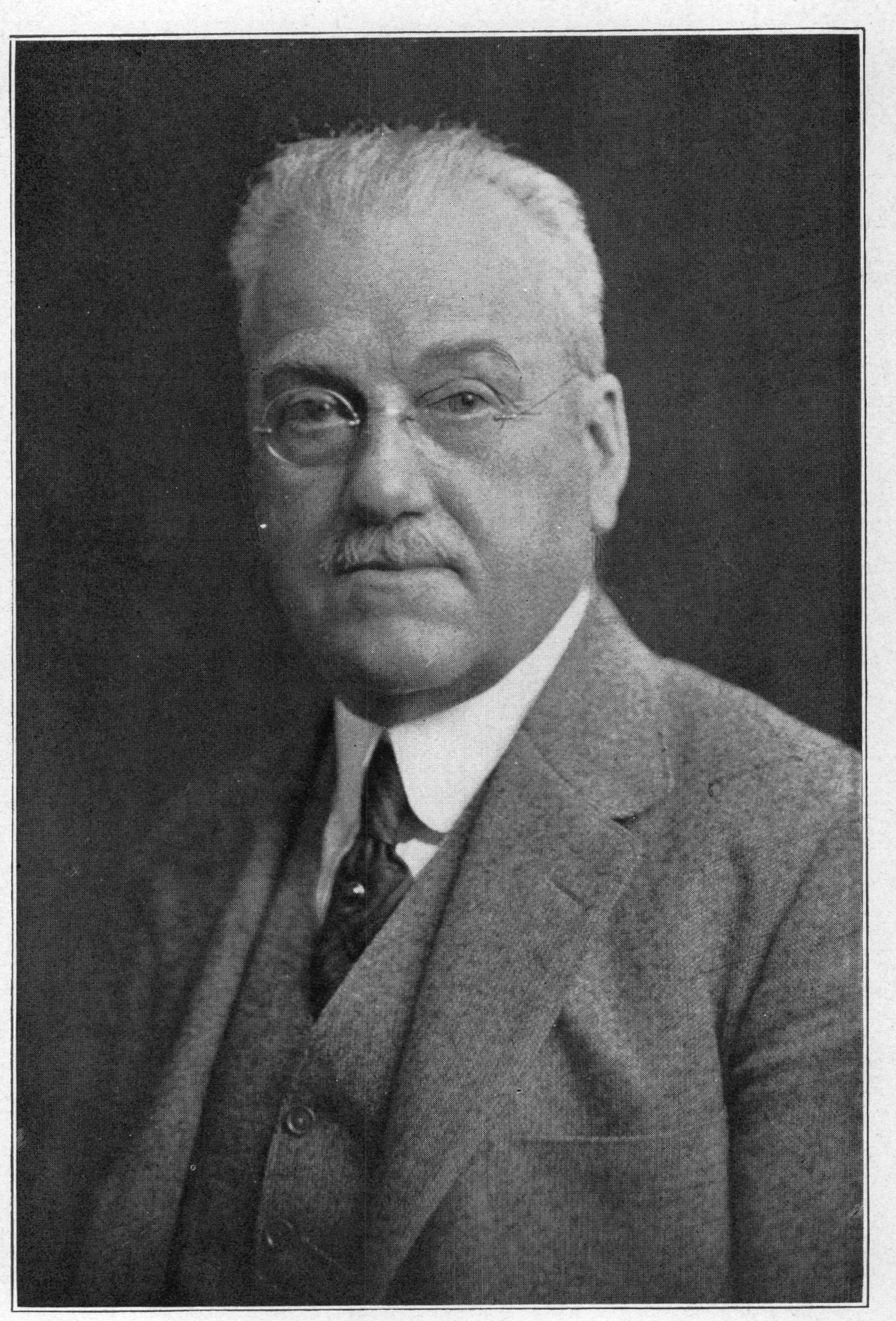
John Addison Fordyce, M.D.

John Addison Fordyce (nascido em 16 de fevereiro, 1858 em Guernsey County, Ohio, morreu no dia 04 de junho de 1925) foi um dermatologista norte-americano, cujo nome está associado com o ponto de Fordyce, Brooke-Fordyce tricoepitelioma, doença de Fordyce, lesão Fordyce, e Fox-Fordyce doença.
Fordyce formou-se em 1881 com uma licenciatura em Medicina pela Faculdade de Medicina de Chicago. Ele começou sua carreira em Hot Springs, Arkansas, mas iria viajar para a Europa em 1886. Lá, ele estudou dermatologia em Viena e Paris. Ele retornou aos Estados e se estabeleceu em Nova York, onde ele era um especialista em dermatologia e sífilis. De 1889 a 1893, lecionou na Policlínica de Nova York, e mais tarde serviu como um professor do College Hospital Bellevue e da Columbia University College de Médicos e Cirurgiões.